# Frantz Charlet
Frantz Charlet (Brussel, 21 of 29 januari 1862 – Parijs, 8 augustus 1928) was een Belgische kunstschilder, etser en lithograaf uit de late 19de en vroege 20ste eeuw. Hij wordt beschouwd als een van de belangrijke impressionisten uit de Nieuwe Belgische School.

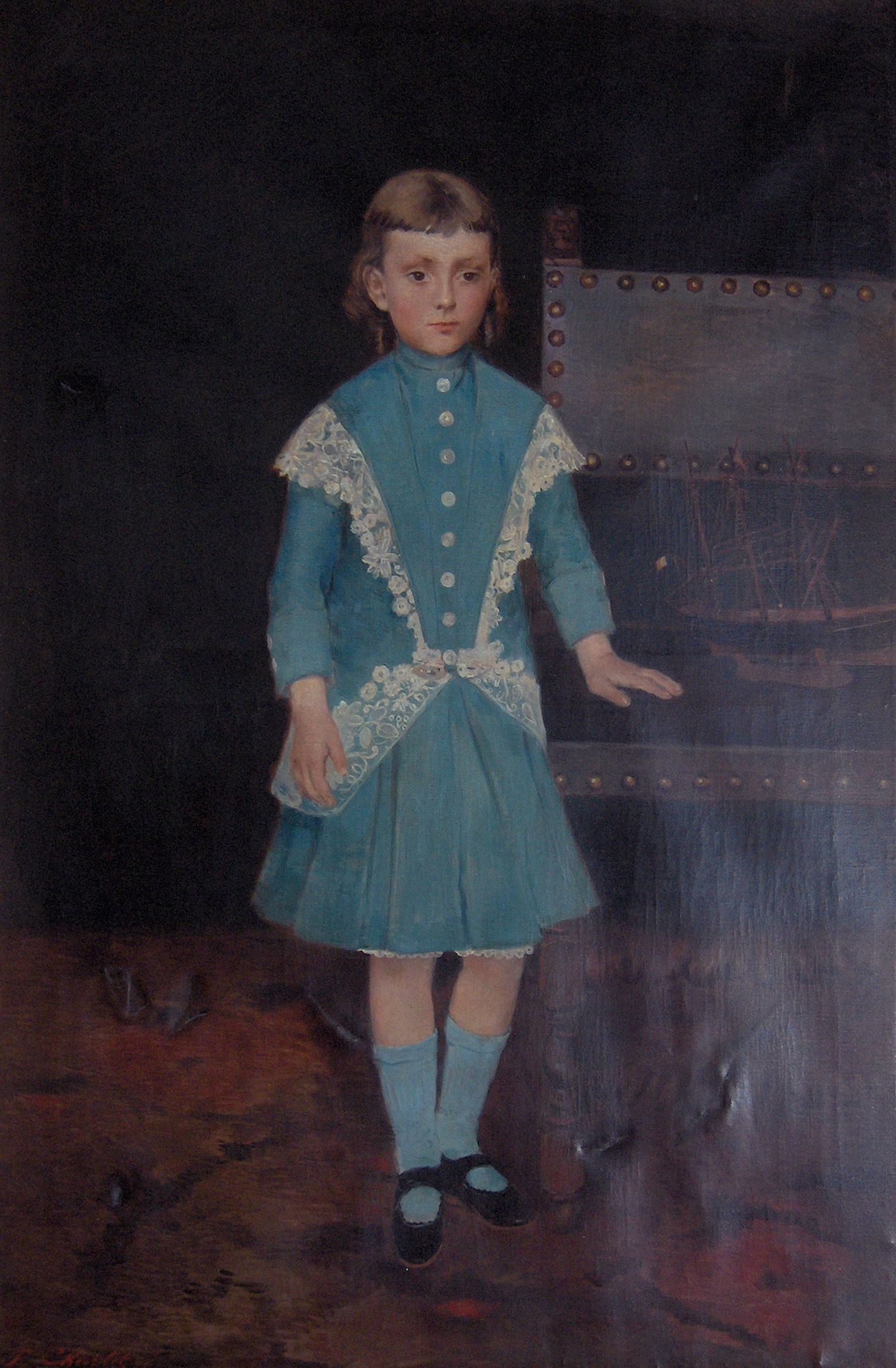
Jong meisje

## Familie
Hij was de broer van kunstschilder Emile Charlet (1851—1910) en was eveneens familiaal verwant met Emile Wauters, kunstschilder. Hij woonde in de Molenstraat, 35, Brussel (± 1894) en later in de Molièrelaan (ca. 1908).

## Levensloop
Frantz Charlet was een leerling aan de Academie voor Schone Kunsten in Brussel van 1872 tot 1873 en van 1876 tot 1881. Zijn voornaamste leraar was daar Jean Portaels. Medestudenten waren onder andere Eugène Broerman, François-Joseph Halkett, Théo Van Rysselberghe en Rodolphe Wytsman.
Daarna ging hij zich vervolmaken in Parijs bij gerenommeerde kunstenaars zoals Jean-Léon Gérôme, Jules Joseph Lefebvre en Emile Carolus-Duran aan de École des Beaux Arts.
In Brussel was Charlet lid van de kunstenaarsgroep "L'Essor"

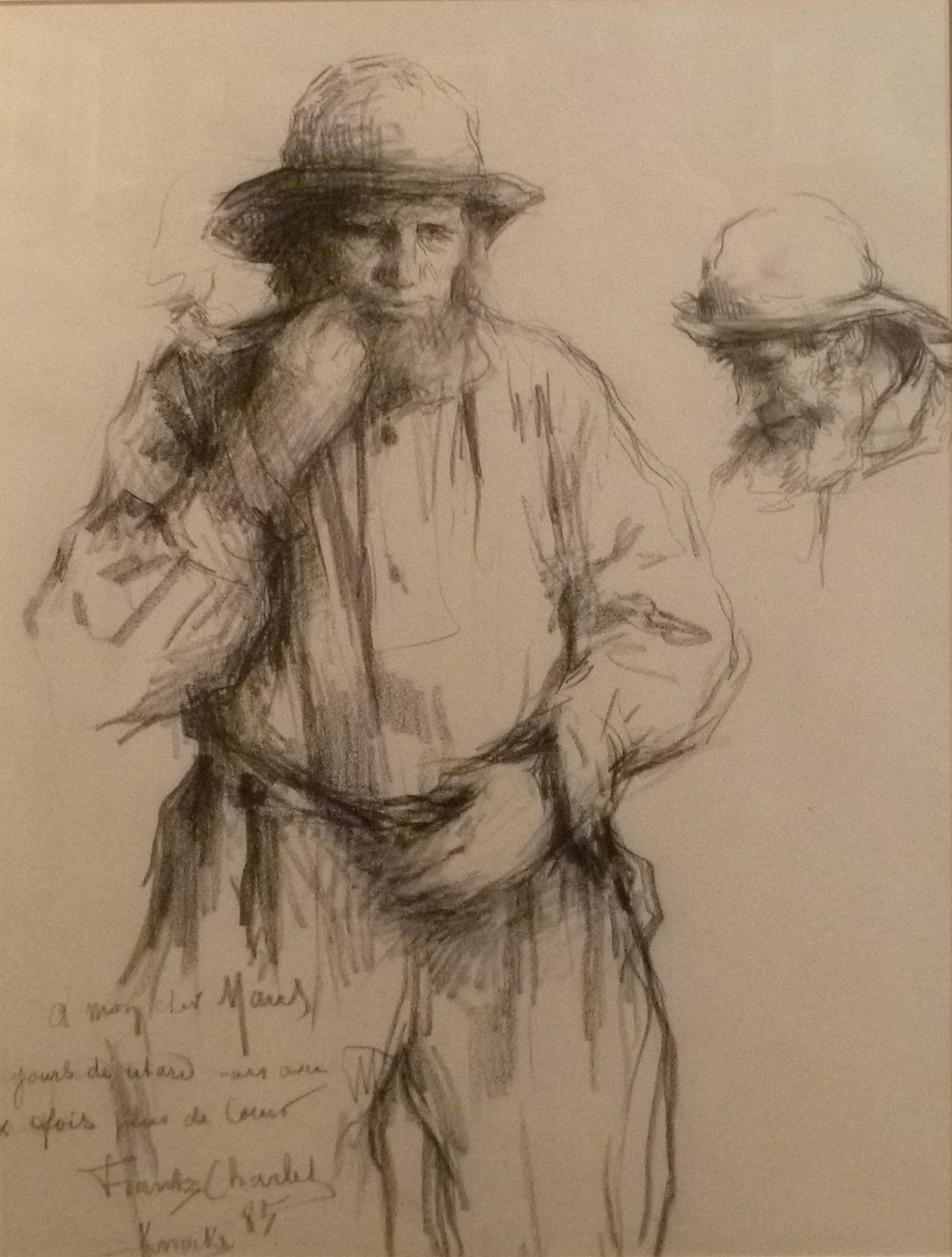
"De Visser" (1885), tekening gemaakt in Knokke

Charlet was een verwoed reiziger. Samen met Théo Van Rysselberghe, Constantin Meunier en Darío de Regoyos maakte hij een studiereis naar Spanje en (eindejaar 1882 - voorjaar 1883). Na een bezoek aan het Prado in Madrid, trokken ze naar Sevilla, waar ze Constantin Meunier ontmoetten, die er aan een kopie van een Kruisafneming werkte. Alfred Cluysenaer vervoegde zich bij het kleine groepje en samen reisden ze naar Tanger en vervolgens verder Marokko in. Ze verlieten Afrika eind februari 1883 (zoals blijkt een brief van Charlet aan Guillaume Van Strydonck). Op de daaropvolgende tentoonstelling in Brussel kregen de oriëntalistische werken van Van Rysselberghe duidelijk meer aandacht van de kritiek dan de inzendingen van Charlet en De Regoyos.
In de zomer van 1883 vertrok hij, opnieuw samen met Théo Van Rysselberghe, naar Haarlem, waar ze werken van Frans Hals bestudeerden. Hij verbleef ook bij de kunstenaarskolonie in Knokke, samen met Van Rysselberghe, De Regoyos en andere bevriende kunstenaars zoals Willy Schlobach, Willy Finch en Rodolphe Wytsman. In 1883 stond hij samen met Théo Van Rysselberghe en Willy Schlobach aan de basis van de afscheuring van "L'Essor", iets wat in hetzelfde jaar zou leiden tot de oprichting van "Les XX". Hij exposeerde echter niet op de eerste tentoonstelling van dit kunstenaarscollectief, omdat hij, samen met Van Rysselberghe, opnieuw naar Tanger was vertrokken, met een omweg via Italië.
Met James McNeill Whistler bezocht hij in 1885 Volendam en het eiland Marken. Hij bezocht ook het -toen modieuze- Zeeland, Zwitserland, Duitsland, Italië en Algerije.
Tijdens een groepstentoonstelling in de Cercle Artistique et Littéraire in Brussel (eindejaarsperiode 1904-1905) exposeerde hij diverse werken onder de noemer "Souvenirs du Littoral".
In 1906 stichtte hij samen met Fernand Khnopff, Henry Stacquet en Henri Cassiers de "Société Internationale de la peinture à eau".

## Woonachtig in Parijs
Charlet, die een voorkeur had voor Frankrijk, ging er zich mettertijd vestigen. Hij exposeerde er herhaaldelijk, ook individueel (onder andere Galerie Georges Petit, Parijs in 1906 en 1908). In Parijs ontpopte hij zich tot een virtuoos chroniqueur van het mondaine leven in de stad en op de paardenrenbaan.

## Tentoonstellingen
- Salon 1894, Oostende : "Cabaret flamand" (olie) en "Oude vissers — het gebed tijdens de storm" (tekening)(beide verz. Félix Buelens)
- 1906, Parijs, Galerie Georges Petit
- 1908, Parijs, Galerie Georges Petit
- 1908, Berlijn, Ausstellung Belgischer Kunst : "Die goldene Uhr"
- 1925 individuele tentoonstelling in de Galerie Georges Giroux in Brussel

Charlet won gouden medailles in Gent (1884) en Parijs (1885).

## Thematiek en stijl
Charlet schilderde landschappen, marines, stedelijke taferelen, genretaferelen en portretten.
Aanvankelijk werkte hij realistisch, aanleunend bij de stijl van Bastien-Lepage. Hij eigende zich al vrij snel een lichter coloriet en een vrijere toets toe. Iets wat voor hem, gezien zijn vele contacten in Paris (o.a. met Paul Signac), evident was. Het theoretische pointillisme van Georges Seurat bekoorde hem maar heel even. Charlet bleef eerder gericht op een vrij impressionisme met losse, trillende toetsen, met veel aandacht voor licht en weerspiegelingen.
Eigentijdse motieven waren hem niet vreemd, zoals bv. tennisspelende dames of het zomerse kustleven.

## Graficus
Als graficus maakte hij etsen naar motieven van Henri De Braekeleer en Constantin Meunier; eigen grafisch werk waren onderwerpen met paarden en een album met geëtste gezichten op Parijs (1925-27)

## Musea
- Antwerpen, Koninklijk Museum voor Schone Kunsten ("De weduwnaar")
- Brussel, Koninklijke Musea voor Schone Kunsten van België ("Vissersvrouw", "Terras in de Tuilerieën")
- Brussel, Museum van Elsene
- Gent, Museum voor Schone Kunsten ("Het Rogierplein in Brussel", "Vergulde huizen. Brugge")
- Georgia, Oglethorpe University Museum (« Spelende kinderen»)
- Parijs, Cabinet des Estampes
- Parijs, Musée d'Orsay ("Oude kast")